# Роза Вебер
Роза Мария Вебер Кандиота да Роза (на португалски: Rosa Maria Weber Candiota da Rosa) е бразилски магистрат – бивш съдия от Върховния федерален съд на Бразилия, бивш съдия от състава на Висшия съд на труда на Бразилия.
Роза Вебер е родена на 2 октомври 1948 г. в Порто Алегре, Рио Гранде до Сул. Дъщеря е на лекаря Жузе Жулио Мартинс Вебер и на Зила Бастос Пирес.
През 1971 г. завършва право в Юридическия факултет на Федералния университета на Рио Гранде до Сул, в който е приета след успешно положен изпит през 1967 г. В същия университет, през 1974 г., тя завършва курс за следдипломна специализация по трудов процес. Между 1989 и 1990 тя е професор в Юридическия факултет на Католическия университет на Рио Гранде до Сул.
Кариерарата на магистрат Роза Вебер започва през 1976 г., когато печели конкурс за заместник-съдия в Регионалния съд на труда на Четвърти регион. През 1991 г. тя е повишена по заслуги в ранг съдия в същия регионален съд на труда. След като заема различни административни длъжностти, между които заместник-корежедор и регионален корежедор на труда, през 2001 г. тя е назначена за председател на Регионалния съд на труда на Четвърти регион – пост, който заема между 2001 края на 2003 г. .
През 2005 г. Роза Вебер е номинирана за съдия във Висшия съд на труда от президента Лула да Силва. След като номинацията ѝ е одобрена с абсолютно мнозинство от Федералния сенат, тя встъпва в длъжност във Висшия съд на труда на 21 февруари 2006 г.
На 8 ноември 2011 г. президентът Дилма Русев номинира Роза Вебер за съдия (министър) във Върховния федерален съд на Бразилия, където Вебер трябва да заеме мястото на напуснатала преди това Елън Грейси Нортфлиийт. След изслушването ѝ пред Сенатската комисия по правосъдие, която одобрява кандидатурата ѝ с 19 гласа „за“ срещу 3 - „против“, на 13 декември 2011 г. Федералния сенат ратифицира избора на Вебер за върховния съдия с мнозинство от 57 гласа „за“ срещу 14 гласа „против“ и при 1 „въздържал се“. По време на дебатите в сената обаче двама сенатори се обявяват категорично против назначаването на Вебер, изтъквайки, че тя не изпълнява конституционното изискване за „безупречна юридическа подготовка“, тъй като по време на излушването пред сенатската комисия Вебер не е могла да отговори на няколко от отправните ѝ въпроса. Сенаторите, които се обявяват в нейна подкрепа от сенатската трибуна, посочват като причина за това нейното притеснение по време на излушването и изтъкват, че тя е демонстрирала необходима юридическа подготовка по време на излушването, предхождащо назначението ѝ във Висшия съд на труда.
След получаването на сенатското одобрение, Роза Вебер встъпва в длъжност като съдия във Върховния съд в ранното утро на 19 декември 2011 г., с което тя става едва третата жена в историята на Върховния федерален съд на Бразилия.